# Барклай-де-Толлі Михайло Богданович
Миха́йло Богда́нович Баркла́й-де-Толлі́ (при народженні Міхаель Андреас Барклай-де-Толлі, нім. Michael Andreas Barclay de Tolly; 16 (27) грудня 1761, Герцогство Курляндії та Семигалії — 14 (26) травня 1818, Королівство Пруссія) — російський військовик, генерал-фельдмаршал (1814), військовий міністр Російської імперії (1810—1812), учасник франко-російської війни 1812 року. Відзначився в російсько-турецькій війні 1787—91 років при штурмі Очакова, де був ад'ютантом відомого генерала В. А. фон Ангальт-Бернбург-Шаумбург-Гоймського.
У російсько-французьку війну 1812 року — командувач 1-ї Західної армії. В Бородінській баталії 1812 року командував правим флангом і центром російських військ, де виявив хоробрість і високу військову майстерність. 1813 року командував 3-ю армією в закордонному поході; після смерті Михайла Кутузова був головнокомандувачем російсько-прусських військ. Після повернення до Росії, командував 1-ю армією.
Походив з бюргерської німецької ганзейської сім'ї де Толлі, котра є відгалуженням старовинного дворянського шотландського роду Барклай з норманським корінням. Його предок, Пітер Барклай-де-Толлі (1600—1674), в середині XVII століття переселився до Риги, після придушення Олівером Кромвелем прихильників обезголовленого короля Карла Стюарта в Шотландії. Його дід Вільгельм був бургомістром Риги.
Помер 14 [26] травня 1818 року. Похований у мавзолеї у селі Йиґевесте (нині Естонія).

## Пам'ять
- Колишній Пам'ятник Барклаю де Толлі (Рига).
- 4524 Барклайдетоллі — астероїд, названий на честь полководця[1].